# Bedford (vrachtwagenmerk)

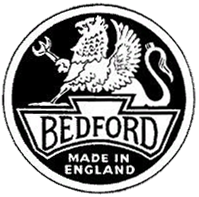
Bedford logo

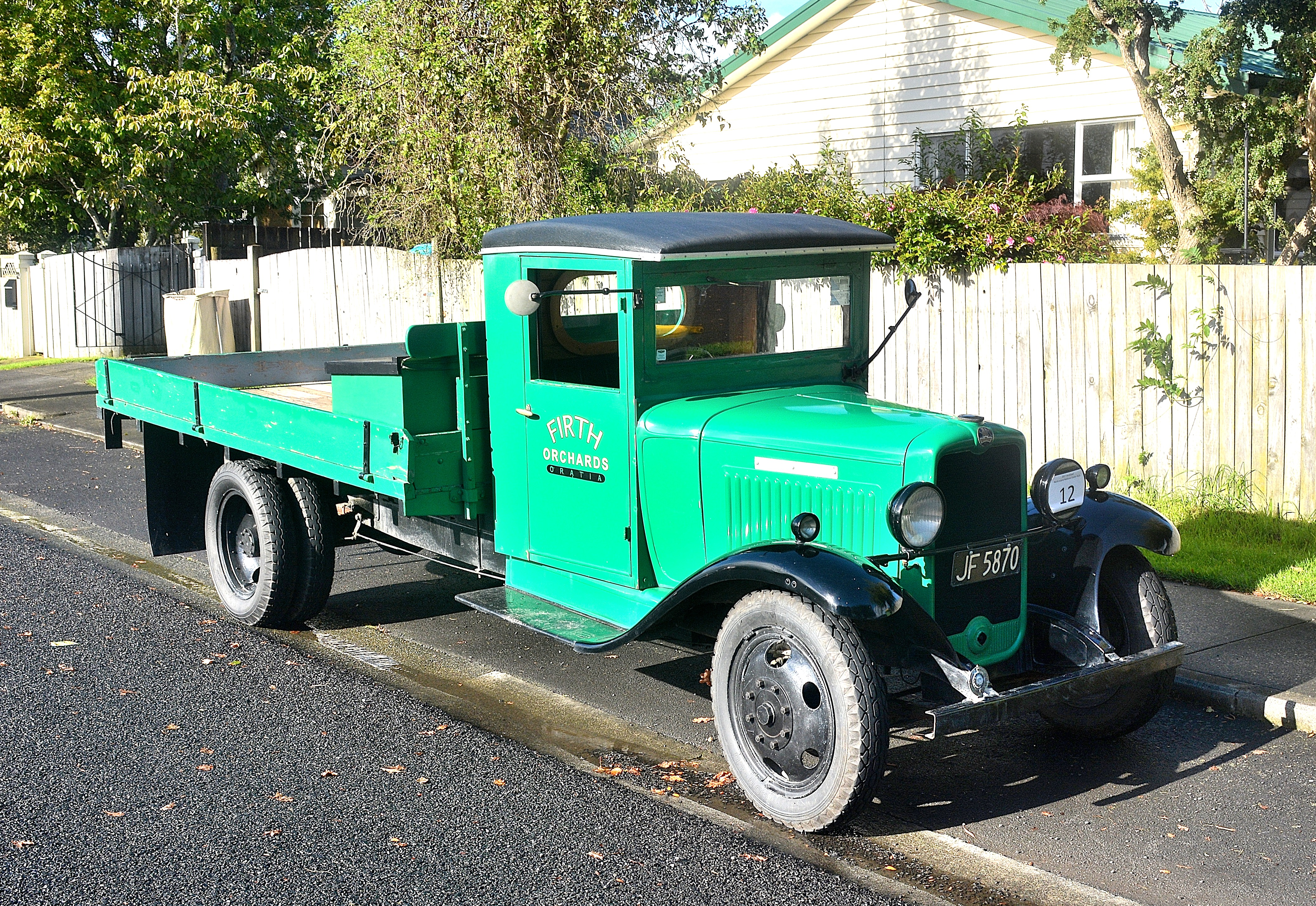
De eerste Bedford vrachtwagen type W (1934)

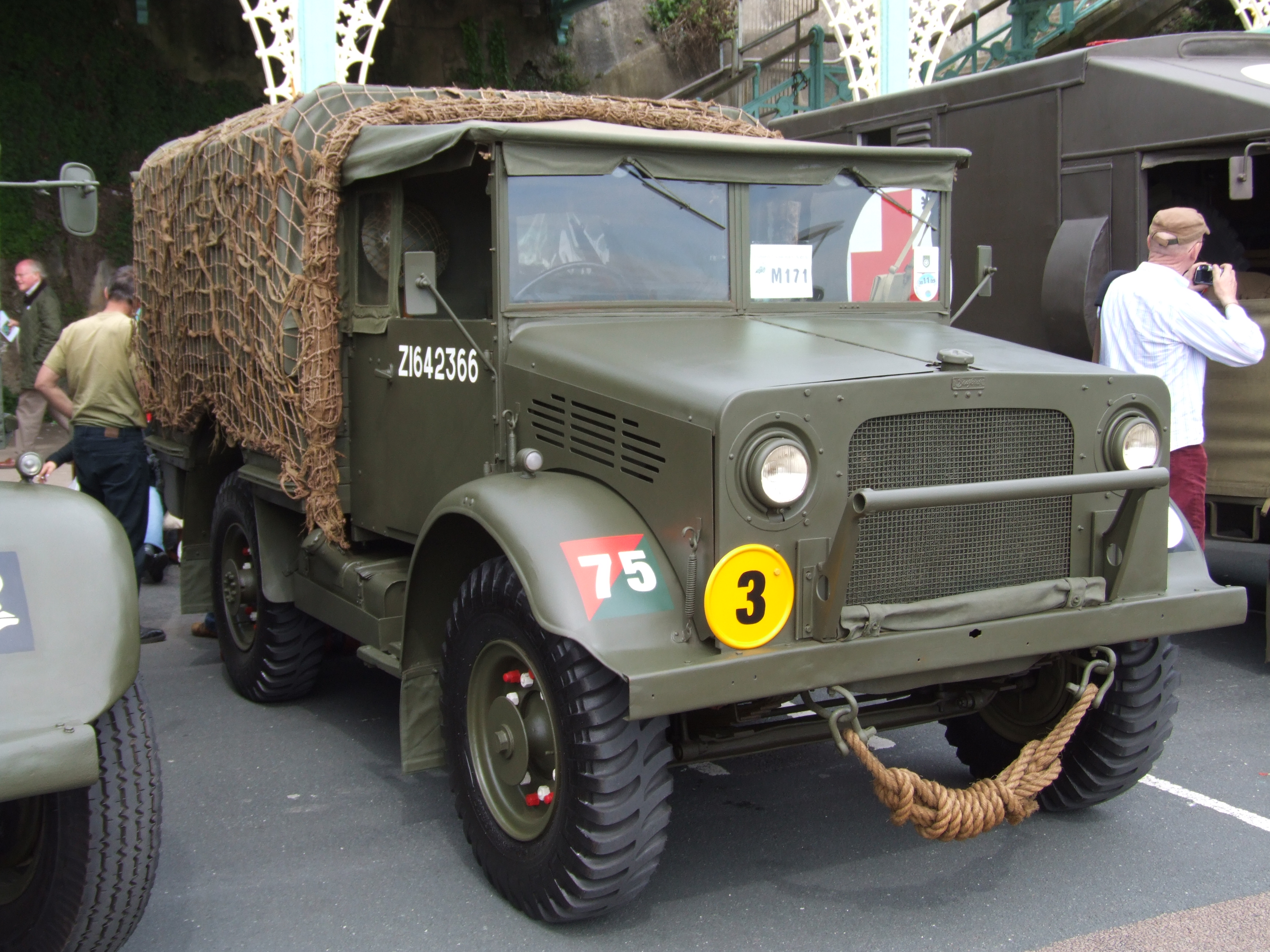
Bedford MW (1943)

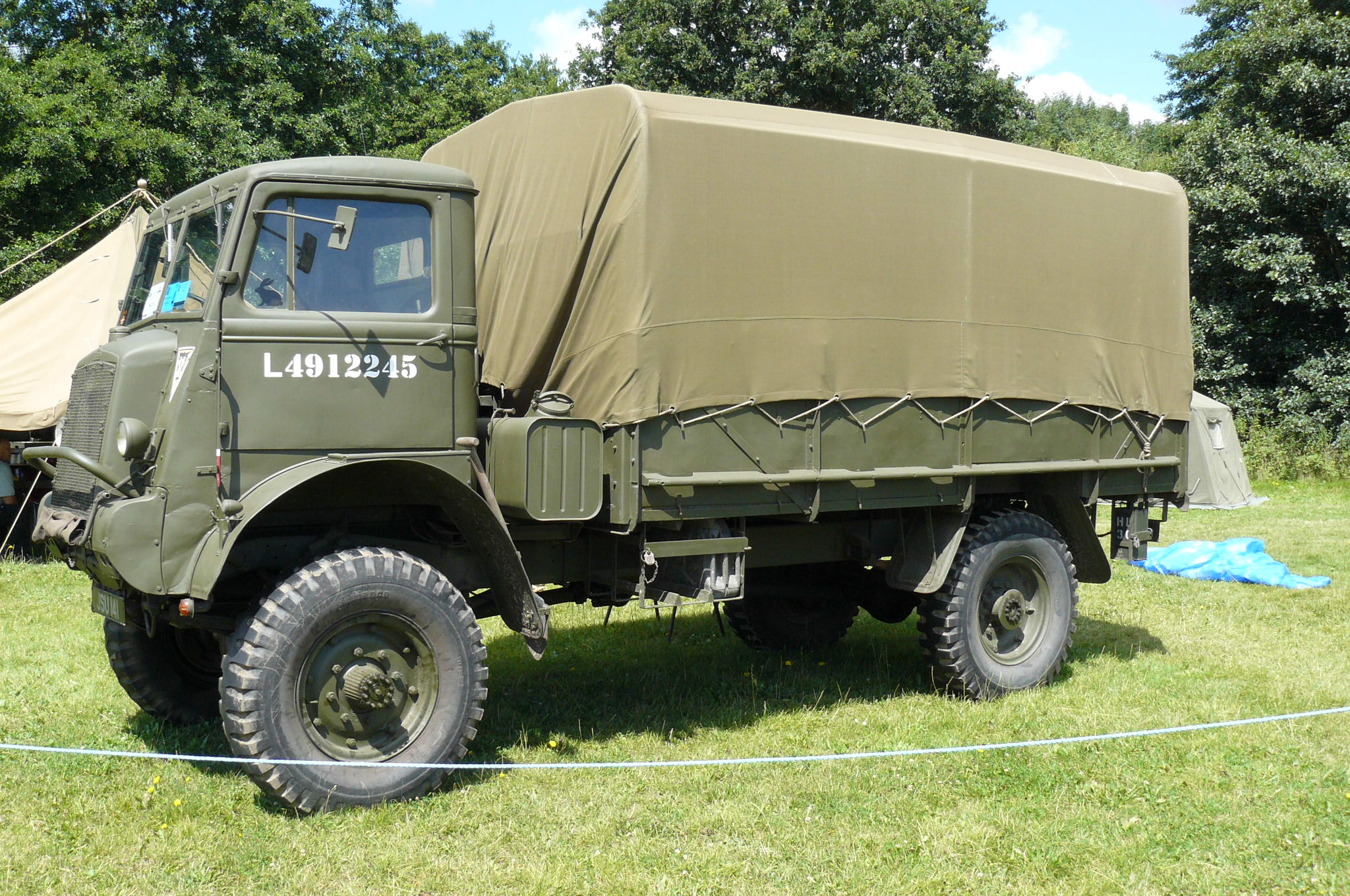
Bedford QLD

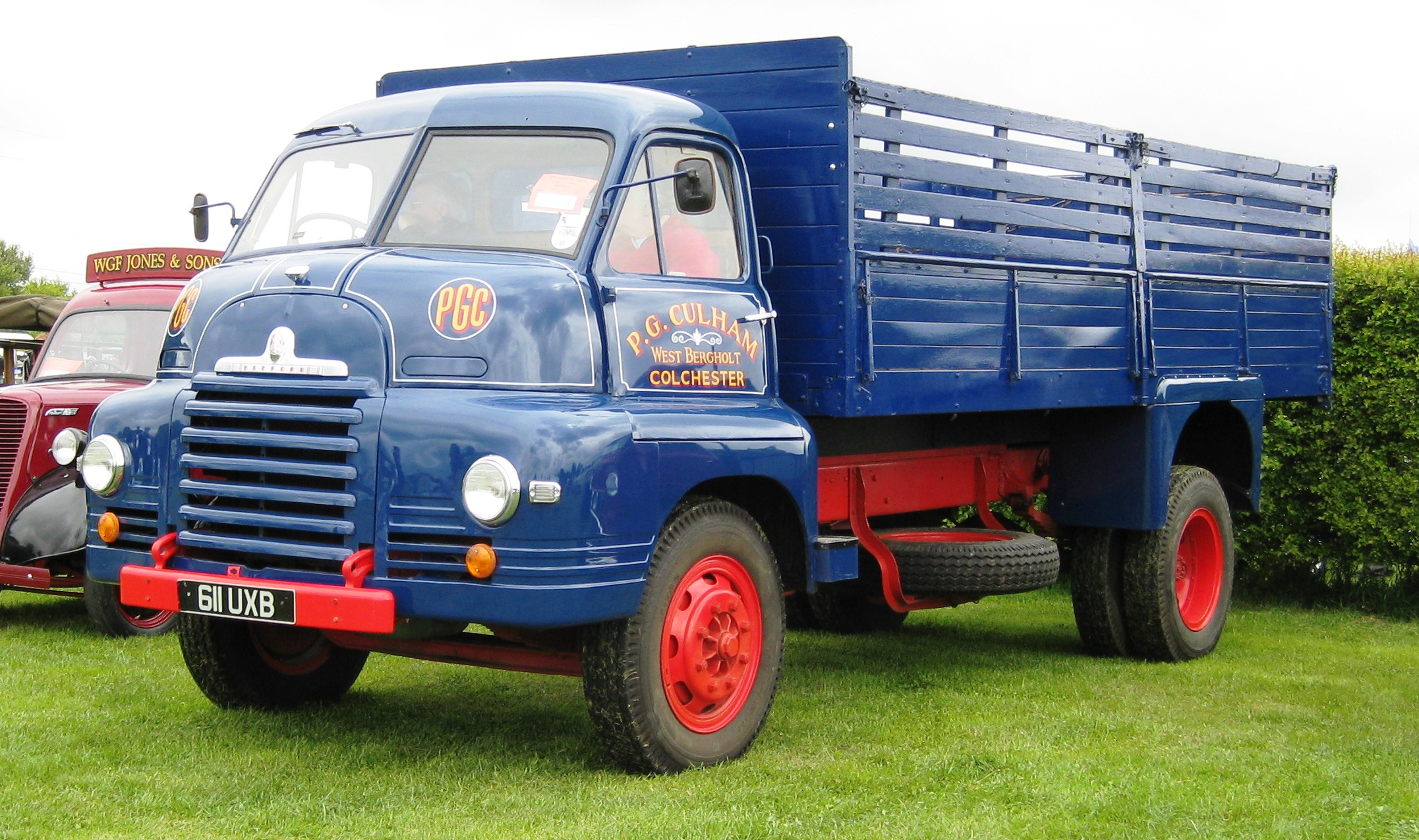
Bedford S uit 1954

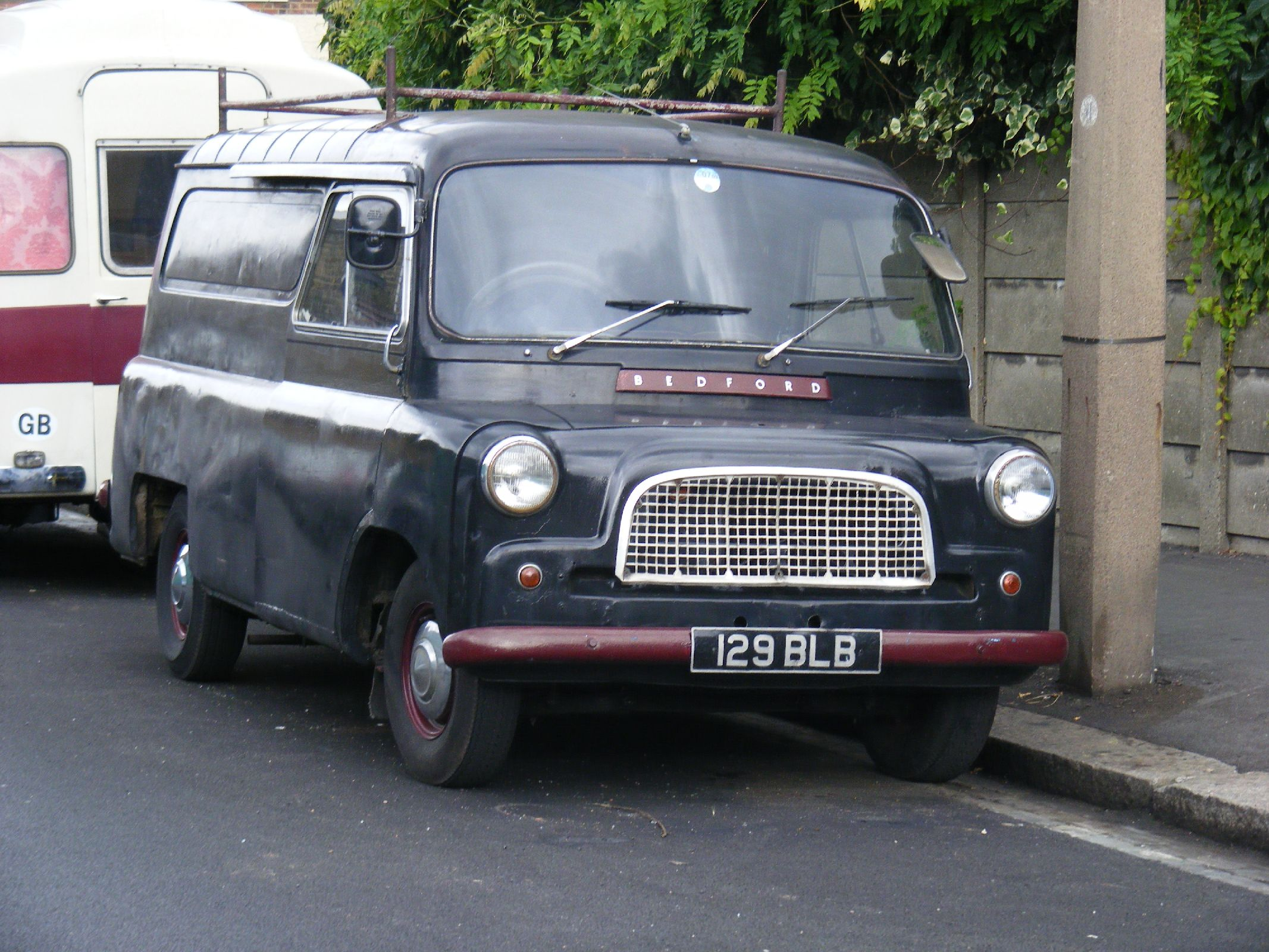
Bedford CA

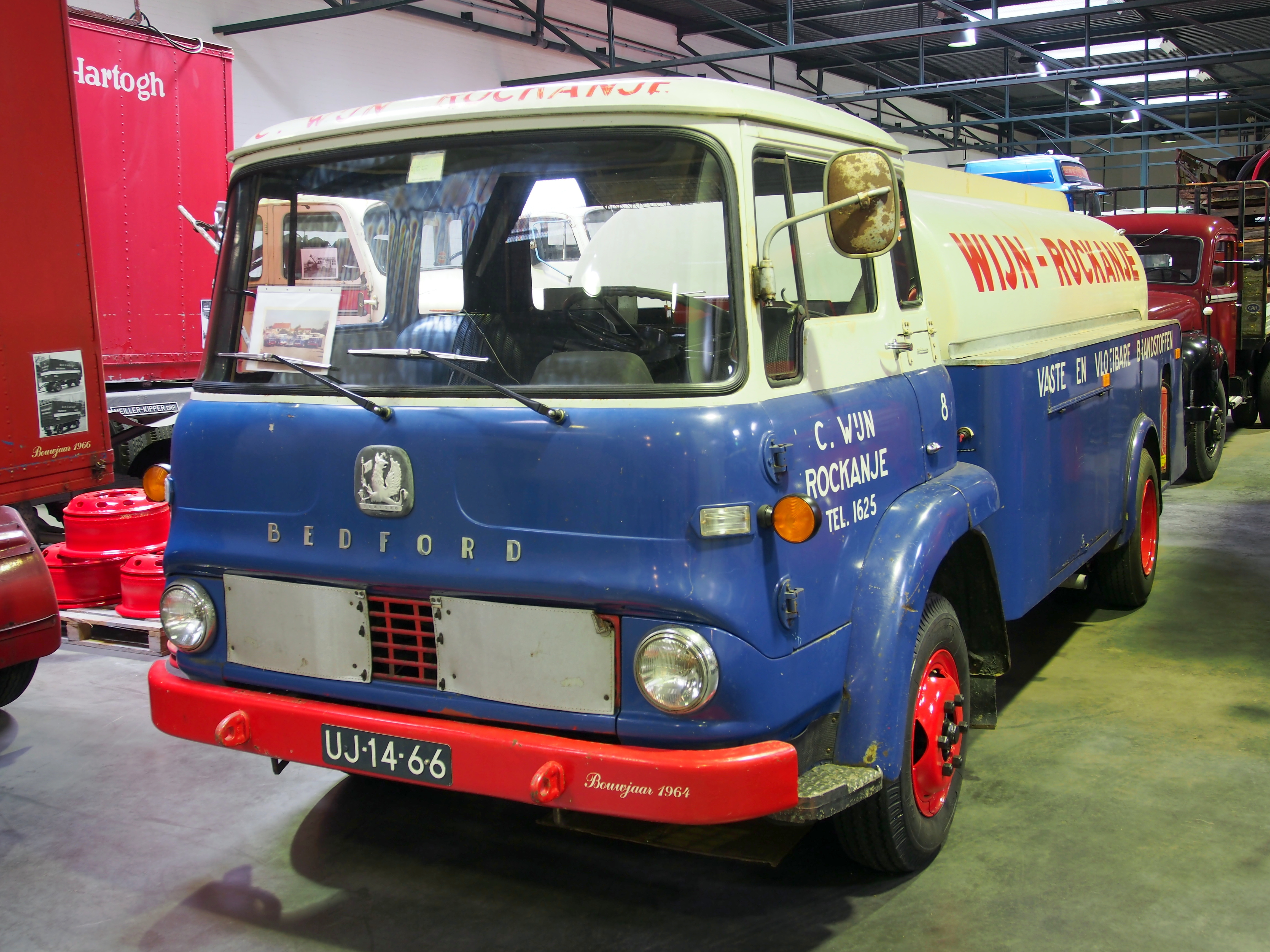
Bedford TK

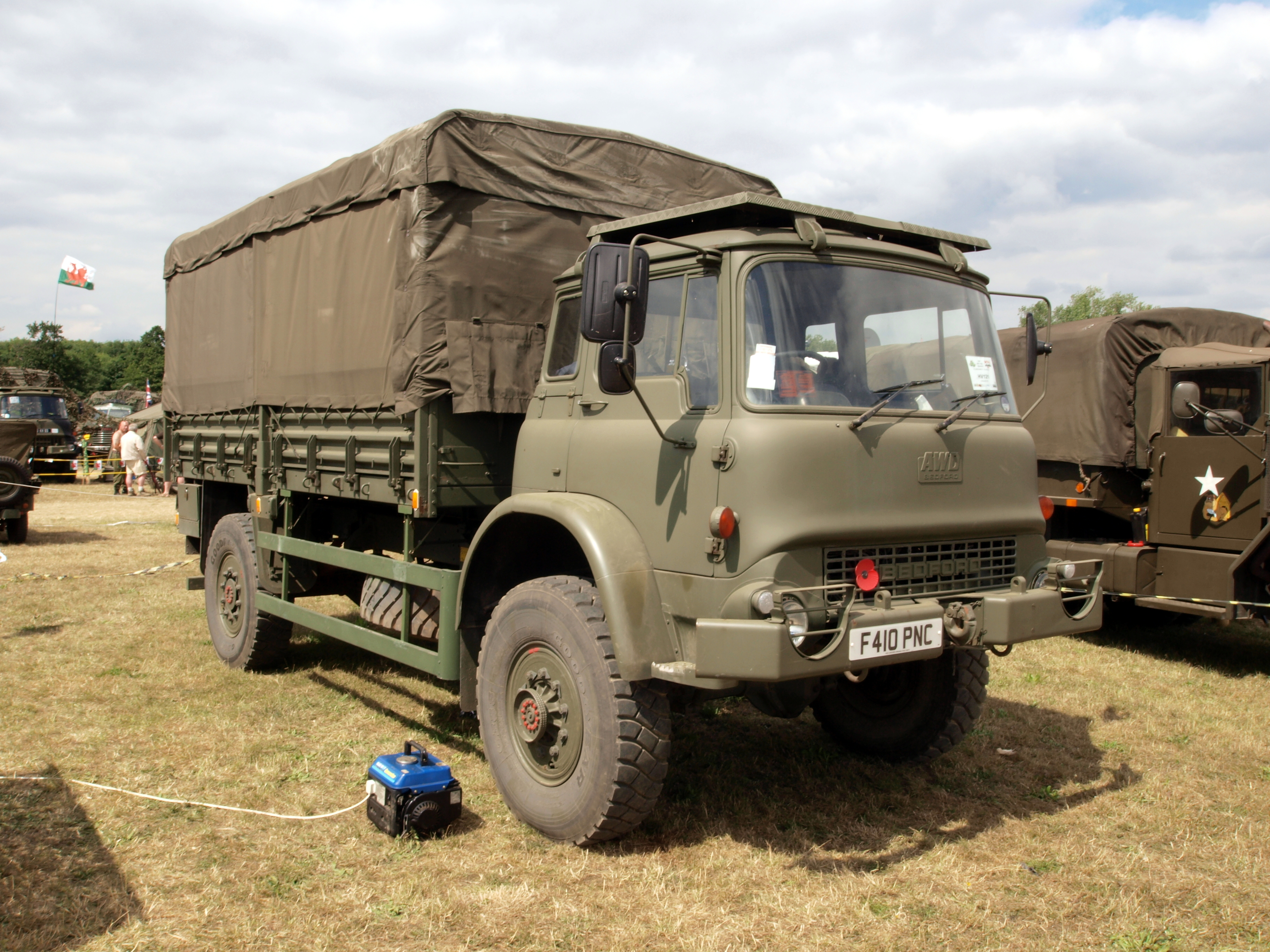
Bedford AWD, een vernieuwd versie van de Bedford MK

Bedford Vehicles, afgekort Bedford, was tussen 1930 en 1986 een Britse bedrijfswagenfabrikant. Het bedrijf behoorde tot het eveneens Britse Vauxhall, dat zelf sinds 1925 weer een onderdeel was van het Amerikaanse General Motors. Bedford was een van de grotere internationale producenten op het gebied van lichte, middelzware en zware vrachtwagens en bestelbussen. Het is een aantal jaren de meest winstgevende onderneming van General Motors Europe geweest.

## Het begin
De eerste bedrijfswagens werden van 1929 tot 1931 in Luton geproduceerd en verkocht onder de merknaam "Chevrolet Bedford". Het laatste deel van de naam was ontleend aan Bedfordshire, waarin Luton is gelegen. In april 1931 werd de merknaam gewijzigd in "Bedford". Het logo is een griffioen van Sir Falkes de Breauté. Hij was een Franse huursoldaat en leefde in de 13e eeuw. De Engelse koning had hem rijkelijk beloond voor zijn daden, onder andere met een landgoed in Luton. Het logo werd ook door Vauxhall gebruikt.
Vanaf 1923 exporteerde General Motors zijn Chevrolet-automobielen naar Groot-Brittannië. Hier moest het hoge invoerheffingen betalen die te vermijden zijn als de auto's in het land worden gemaakt. In 1925 nam het hiervoor Vauxhall over.  In 1931 kwam de eerste Bedford-vrachtwagen op de markt, de W-serie die gebaseerd is op de Chevrolet LQ.
Een groot deel van Bedfords oorspronkelijke succes was toe te schrijven aan de zescilinder Chevrolet-kopklepmotor. Deze motor was zijn tijd ver vooruit. Deze motor bleef de basis van Bedford- en Vauxhall-benzinemotoren tot Bedford stopte met de bouw van vrachtwagens en bussen.

## Tweede Wereldoorlog
Met de Tweede Wereldoorlog in het vooruitzicht werden veel Bedford-vrachtwagens gevorderd voor militair gebruik. In 1935 was Bedford al begonnen met de ontwikkeling van lichte militaire vrachtwagens. De Bedford MW was zeer succesvol en tegen het einde van de oorlog in 1945 waren er 65.995 exemplaren gebouwd. Veel civiele modellen werden aangepast aan de militaire eisen en deze kregen een militaire aanduiding als OX en OY. De meeste voertuigen werden geleverd als vrachtwagens voor algemeen gebruik, maar ze werden ook ingezet als mobiele kantines, tank- en kraanwagen en als trekker voor de Tasker-oplegger die door de Royal Air Force werd gebruikt om gedemonteerde en beschadigde vliegtuigen te transporteren. In totaal werden 72.385 OY- en 24.429 OX-vrachtwagens gebouwd. In oktober 1939 kwam ook een vierwielaangedreven versie in productie, de Bedford QLD. Ruim 50.000 stuks zijn gemaakt en ze deden dienst als artillerietrekker, commandovoertuig, radiowagen en tankwagen. Veel militaire voertuigen van Bedford dienden tot in de jaren zestig bij het Britse leger en andere strijdmachten, en vele andere werden na de oorlog gekocht voor civiel gebruik.

## 1946-1986
Na de oorlog pakte Bedford de ontwikkeling van civiele bestel- en vrachtwagens weer op. De Bedford S was een zware vrachtwagen die tussen 1950 en 1959 in productie was. Hij was oorspronkelijk uitgerust met een 4,92 liter zescilinder Bedford-benzinemotor die 110 pk leverde bij 3200 rpm. Het was ook de basis voor de militaire versie met vierwielaandrijving en grotere wielen om de bodemvrijheid te vergroten. De Bedford RL was zeer succesvol. De laatste RL rolde begin jaren zeventig uit de fabriek en er waren er 74.000 van gemaakt.
De introductie van de Bedford CA in 1952 leidde tot grote verkoopsuccessen in binnen- en buitenland. Hij kreeg de bijnaam "the Tilley", en bleef tot 1969 in productie met slechts kleine aanpassingen.
De Bedford TK was de opvolger voor de Bedford S. Hij kreeg een nieuwe cabine en werd in 1960 op de markt gebracht. Hij was verkrijgbaar met vier- of zescilinder benzine- en dieselmotoren van de merken Bedford, Leyland en Perkins. Hij werd goed verkocht in de jaren zestig en zeventig. Van deze civiele versie is ook een militaire versie gemaakt, de Bedford MK.
Op 31 december 1982 is Bedford niet langer een bedrijfsonderdeel van Vauxhall. Vanaf die dag is de nieuwe eigenaar General Motors Overseas Commercial Vehicle Corporation, die voor dit doel is opgericht. General Motors blijft onveranderd indirect de eigenaar van Bedford.
In 1986 werd de productie bij Bedford gestaakt. Er waren zo'n 3,5 miljoen voertuigen geproduceerd maar in de laatste jaren kampte het bedrijf met hevige concurrentie en tegenvallende verkopen. In 1985 werden slechts 14.500 voertuigen verkocht en leed het bedrijf een verlies van 73 miljoen Pond sterling. Inclusief de twee voorgaande jaren kwam het totale verlies uit op 187 miljoen Pond sterling. General Motors had interesse om de vrachtwagendivisie van British Leyland over te nemen, maar was niet succesvol. In september viel het besluit de civiele productie te stoppen. Een contract voor legervoertuigen werd niet gehonoreerd en ook hiervan werd de productie korte tijd later gestopt. De fabrieken in in Luton en Dunstable werden gesloten en zo'n 1500 medewerkers verloren hun baan.

## AWD
In 1987 werden de activa verkocht aan AWD Trucks, een bedrijf dat eigendom was van David John Bowes Brown. Hij had al naam gemaakt met Artix, een fabrikant van zware kiepvrachtwagens. De naam AWD, All-Wheel Drive, werd gebruikt omdat General Motors de naam Bedford nog wilde gebruiken voor militaire vrachtwagens. De combinatie AWD Bedford werd wel toegestaan. AWD zette de ontwikkeling van de TL- en TM-voertuigen door. De AWD Bedford TK, een gemoderniseerde versie van de Bedford MK, werd geproduceerd en geleverd aan het Britse leger. AWD miste een belangrijke opdracht van het Britse leger en kon de concurrentie niet aan. De verkopen zakten in, in 1988 werden nog zo'n 6000 voertuigen verkocht, in 1990 was dit gedaald naar 2398 en in 1992 waren het er nog slechts 32. AWD ging in 1992 failliet.

## Naslagwerken
- (en)  Nigel Furness, Buses and coaches of Bedford Vehicles The Crowood Press Ltd, 2016. ISBN 9781785002076
- (en)  John Reed, Trucks in Camera: Bedford, Amberley Publishing, 2021. ISBN 9781445699707
- (en)  Pat Ware, Bedford at War, Kelsey Publishing Ltd, 2005, ISBN 1 873098 72 3

Buick · Cadillac · Chevrolet · Corvette · GMC ·
Holden

Voormalige merken:
Acadian (1962–1971) · Asüna (1992–1995) · Beaumont (1966–1969) · Bedford Vehicles (1930–1986) · Daewoo (1999–2011) · Elmore (1893–1912) · Geo (1989–1997) · Hummer (1992–2010) · LaSalle (1927–1940) · Marquette (1929–1930) · McLaughlin automobile (1918–1942) · Oakland (1907–1931) · Oldsmobile (1897–2004) · Opel (1929-2017) · Passport (1988–1991) · Pontiac (1926-2010) · Ranger (1968–1976) · Saab (1989-2010) · Saturn (1985–2010) · Scripps-Booth (1913–1923) · Statesman (1971–1984) · Vauxhall (1925-2017) ·  Viking (1929–1931) · Yellow Coach (1925–1943)